# Agatha van Sicilië
De heilige Agatha van Sicilië, ook wel Agaat of Agathe, (Grieks: Αγαθά) (Catania, 225 - aldaar, 5 februari 251) is een door de Katholieke Kerk heilig verklaarde martelares. Ze stierf in de christenvervolgingen ten tijde van keizer Decius. De heilige Agatha is een van de bekendste heiligen in Europa; haar naam staat samen met, onder anderen, de heilige Agnes, de heilige Cecilia en de heilige Lucia in de oudste katholieke lijst van heiligen. De naam Agatha is Grieks: ἀγαθος (agathos) betekent de goede.

## Hagiografie
Agatha werd geboren in Catania op het eiland Sicilië als dochter van welvarende christelijke ouders. Ze werd gedoopt en als vroom christen opgevoed. In het jaar 251 had de Romeinse keizer Decius de landvoogd Tiberius Claudius Quintianus het bevel gegeven de christenen te vervolgen. Deze Quintianus, die een nogal losbandig leven leidde, was verliefd op de mooie Agatha, maar zij wees hem af. Hij liet haar gevangennemen. Omdat zij niet wilde offeren voor de heidense afgodsbeelden, maar trouw bleef aan haar doopbeloften en haar geloof in Christus, plaatste Quintianus haar in het bordeel van Aphrodisia. Hij wist dat ze veel waarde hechtte aan een zuivere levenswandel. Deze Aphrodisia had negen dochters, die allemaal nog erger waren dan dat zijzelf al was. In hun handen leverde hij Agatha over met de woorden: "Zorg dat zij zich aan mij onderwerpt en ik zal je rijkelijk belonen." Daarop nam Aphrodisia Agatha bij zich in huis en hield haar 33 dagen lang bij zich. Ze probeerde haar te paaien met prachtige beloften; ze vleide haar; kroop zowat in haar. Toen ze merkte dat ze hiermee niet verder kwam, zaten ze dag en nacht achter haar aan. Met een onwankelbaar hart hield Agatha vast aan haar geloof in Jezus Christus. Alle loze vleierijen en alle dreigementen waren voor haar als lucht.

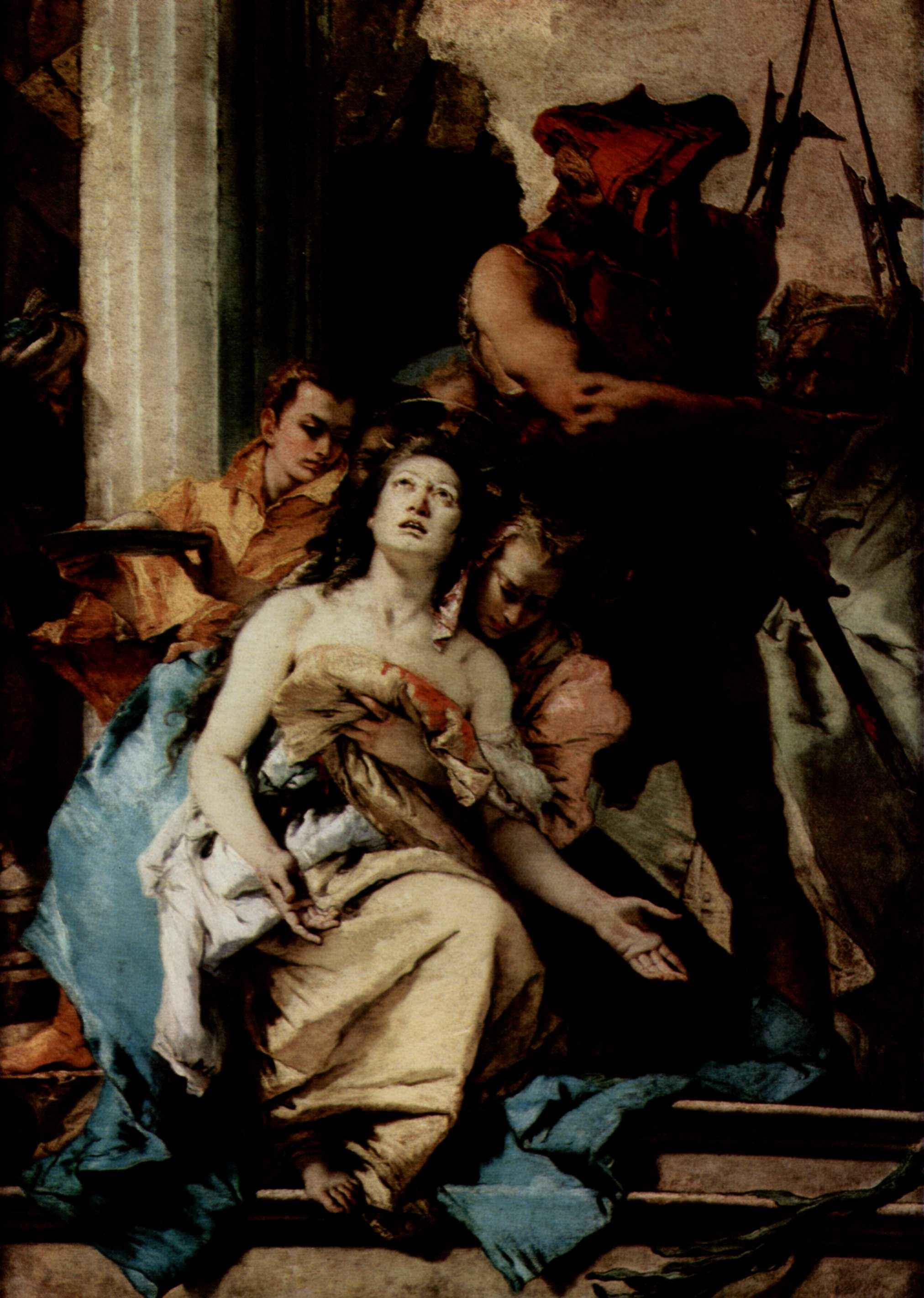
"Martelaarschap van de heilige Agatha", door Giovanni Battista Tiepolo (ca. 1756).

Na 33 dagen ging Aphrodisia terug naar Quintianus en zwoer hem: "Dat zwaard dat je daar opzij hebt zal eerder veranderen in vloeibaar metaal en de rotsen zullen eerder als sneeuwwater wegsmelten, dan dat het hart van dit mormel zich zal onderwerpen aan uw wil!" Door haar rotsvaste geloof bekeerde ze zelfs Aphrodisia en haar dochters tot het christendom.
Toen ze voor de rechter moest verschijnen, vroeg deze haar, hoe het kwam dat zij, die van adel was, slavin van Christus wilde zijn. Ze antwoordde: "Voor mij is ten dienste van Christus staan de hoogste adeldom. Mijn heil, mijn geluk is Christus." Daarop werd ze gemarteld; haar beide borsten werden afgesneden en over heel haar lichaam verminkt werd ze in de gevangenis geworpen. Volgens de legende verscheen daar een oude man (in wie men de apostel Petrus meende te herkennen) die haar wonden verzorgde en genas. Een paar dagen later werd ze weer voor de rechter gebracht. Die vroeg haar: "Wie heeft je genezen?" Zij antwoordde: "Het was Christus, de Zoon van God." En weer werd ze gefolterd. Ze werd over een bed van glasscherven en hete kolen gerold.
Volgens het verhaal is het dan alsof God zelf ingrijpt via de natuur. Een aardbeving deed alle gebouwen op hun grondvesten schudden en een eruptie van de vulkaan de Etna dreigde Catania te verzwelgen. Toen sprak ze een kort gebed: "Heer, mijn schepper, sinds de wieg heeft U mij beschermd; U heeft mij genomen van de liefde van deze wereld, en gaf me het geduld om te lijden: Ontvang nu mijn ziel!" Hierna stierf Agatha aan de gevolgen van de marteling. Ze werd in Catania begraven en door de gelovigen te hulp geroepen telkens als de Etna begon te rommelen. Sindsdien wordt ook tot haar gebeden bij brandgevaar, tegen brandwonden en lichaamskwalen als borstkanker. Ze stierf op 5 februari 251, op welke dag ze ook herdacht wordt door katholieken én orthodoxen.

### Heiligverklaring en populariteit
Agatha werd niet volgens de huidige procedure heilig verklaard. In plaats van eerst een zaligverklaring te ontvangen werd ze onmiddellijk (een jaar na haar dood) heilig verklaard. De reden tot heiligverklaring was dat de inwoners van Catania de lava van de Etna konden weren door in een processie rond de stad te trekken. Hierdoor werd ze door paus Cornelius tot heilige verklaard. Ze is een van de allereerste heiligen van de Kerk.

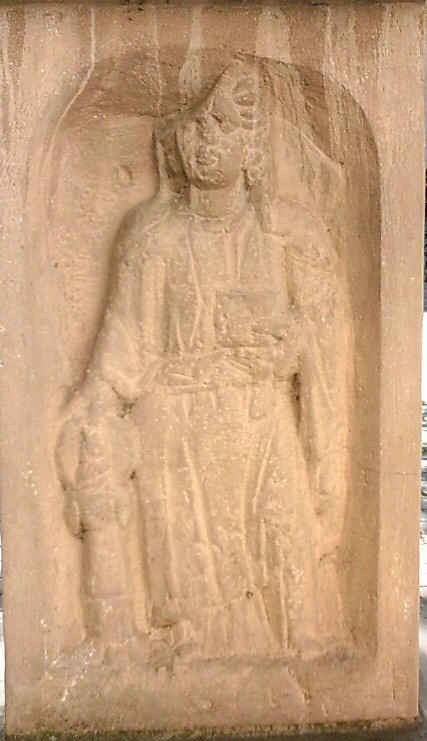
Iuno Lucina. De gelijkenis tussen deze Romeinse godin en Agatha is treffend.

Toen het christendom in het Romeinse Rijk de staatsgodsdienst werd in 372, gingen de eerste heiligen een rol vervullen die overeenkwam met die van de bestaande goden en godinnen. Agatha werd toen gelijkgesteld aan Juno, de godin van de vrouwen en de geboorte. De gelijkenissen tussen Agatha en Iuno Lucina zijn vrij groot aangezien ze beiden hetzelfde beschermen, namelijk de vrouwen en kinderen. Iuno Lucina betekende breng(st)er van het licht. Agatha bracht ook in zekere mate een verlichting, telkens als ze verscheen werd ze omgeven door vlammen. Dit om het feit dat ze de patroonheilige van het vuur was. In de 4e eeuw nam een Italiaanse bisschop dit nogal letterlijk en zei dat ze vermoedelijk een vorm van pyrokinese bezat. Dit was het begin van de populariteit van de heilige Agatha in de Middeleeuwen. Vele Italiaanse ridders die deze geruchten opvingen gingen naar de kathedraal van Catania om een stukje van de beenderen te bemachtigen. Dit stuk been werd in het gevest van een zwaard geplaatst of in het harnas verwerkt, zoals dat in die tijd gebruikelijk was. De ridders dachten dat dit vurige relikwie hen zou bijstaan in de strijd. De kathedraal van Catania, waar haar tombe gelegen is, verkocht voor grote sommen geld kleine stukken bot van haar handen. In de 16e en 17e eeuw kende de heiligenverering van Agatha een heropleving, vooral in West-Europa, waar enkele gemeenten naar de heilige genoemd werden, zoals Sainte-Agathe en Sankt Agatha.
In 1977 publiceerde Joan Carroll Cruz een boek getiteld De Onschendbaren: Een studie over de onschendbaarheid van verschillende katholieke heiligen en zaligen. Dit boek bevat korte biografieën van een honderdtal heiligen en zaligen wier lichamen als onschendbaar worden beschouwd; waarmee bedoeld wordt dat de lichamen geen groot verval kenden na hun dood en zodoende wordt aangenomen dat hun lichamen onder een goddelijke bescherming staan. In dit boek wordt ook de heilige Agatha vermeld, naast een honderdtal anderen.
Verscheidene personen beweren, vanwege het feit dat de auteur van de legende niet bekend is, dat de legende van de heilige Agatha deels is verzonnen. De Kerk heeft ervoor gezorgd dat ze permanent een heilige blijft, ongeacht het bewijs. Een Italiaans theoloog zei hierop:

De moderne wetenschappelijk denkende geest verwerpt het idee van een vulkaan die gestopt werd door God na het bidden van een Siciliaans meisje. Steeds minder en minder wordt opgemerkt dat ze de patrones is van vele beroepen zoals metaalbewerkers, verpleegsters, mijnwerkers en alpinistengidsen. Toch zijn we in onze historische precisie de wonderen en poëzie vergeten, en zelfs ons geloof dat we tot God komen door anderen te helpen, zowel door daad als in woord (gebed).

Agatha is een van de zeven primaire heiligen. Deze heiligen worden en werden op vele plaatsen in Europa vereerd, met name in het Middellandse Zeegebied. Wat ook opvalt is dat de meesten uit Italië zelf komen. Allemaal stierven ze de marteldood onder de christenvervolgingen, behalve Maria Magdalena over wie weinig bekend is. Sommigen van de heiligen verschenen aan de anderen. Zo verscheen Agatha aan Lucia, die zelf later ook heilig werd verklaard.
Agatha wordt ook in het bijzonder door The Military Order of the Collar of Saint Agatha of Paternò (M.O.C.) herdacht. Ze werd patrones van deze christelijke organisatie omwille van haar rotsvaste geloof in Christus en haar volharding.

## Verschijningen
Tot nu toe zijn er vier verschijningen bekend van de heilige Agatha, waarvan twee in Nederland. Ze zou meestal verschijnen in de nabijheid van vrome vrouwen.

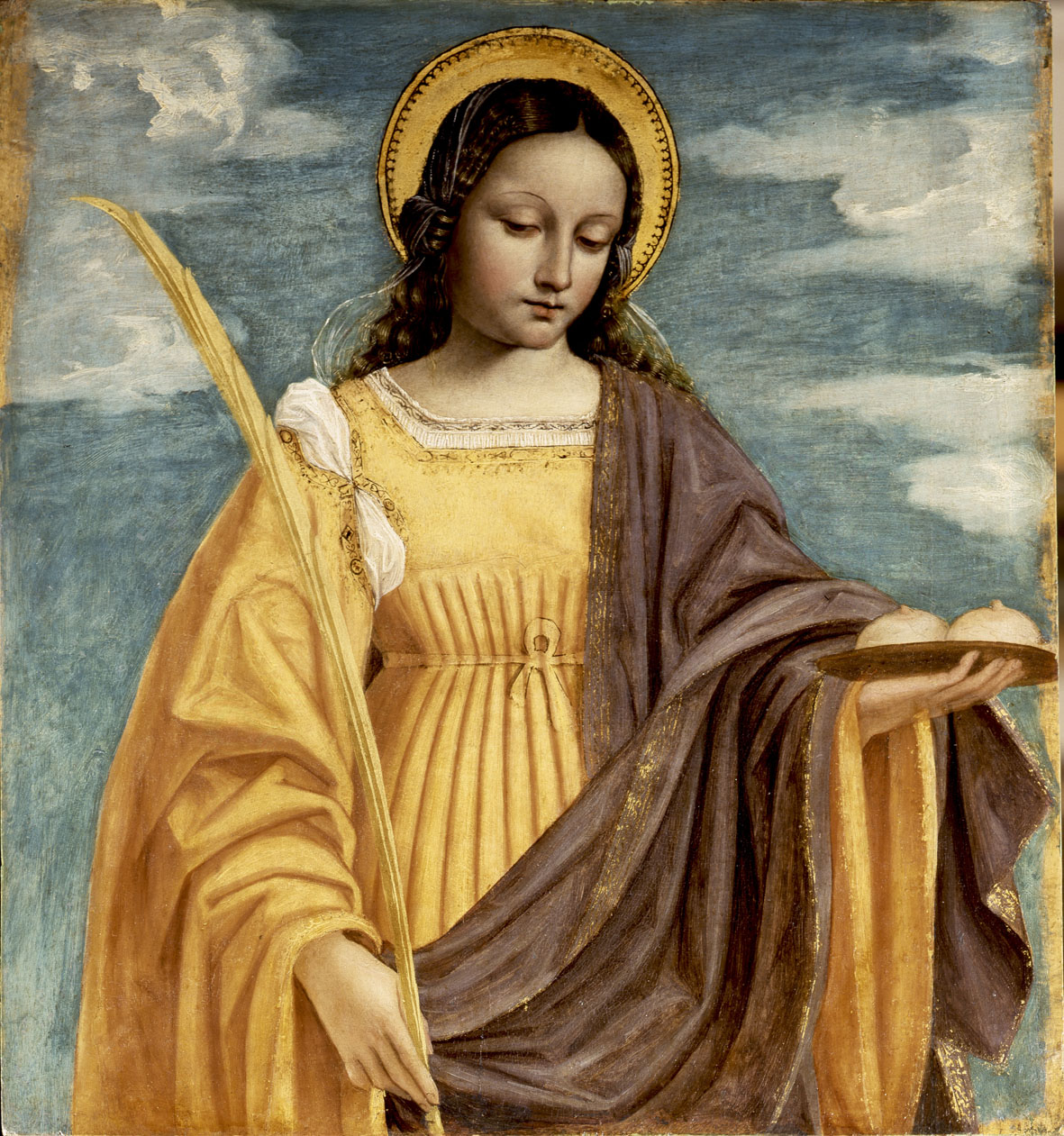
Icoon van de heilige Agatha met haar borsten op een schaal.

Agatha zou verschenen zijn rond 300 bij Lucia van Syracuse (later heilig verklaard) om te zeggen dat ze haar leven in dienst van God moest stellen.
Lucia had haar vader al op zeer jonge leeftijd verloren. Haar moeder wilde haar uithuwelijken aan een heiden, maar dit wilde ze als christen niet. Daardoor bad ze tot God die haar gebeden verhoorde en haar moeder ongeneeslijk ziek maakte. Maar Lucia wilde niet dat haar moeder zou sterven en dus gingen Lucia en haar moeder samen naar de tombe van de H. Agatha om te bidden voor genezing. Hierop verscheen Agatha en zei: "Wilt gij, Lucia, uw gehele leven in dienst van de Heer stellen?". Hierop antwoordde ze ja en haar moeder werd genezen. Ze wilde echter niet dat iemand wist dat ze de belofte van kuisheid had afgelegd. De stadhouder echter wilde een relatie met haar (niet wetend dat ze haar leven in dienst van God had gesteld). Dit wilde ze niet en hij martelde haar vreselijk maar niets kon haar schaden omdat ze was beschermd door de heilige Agatha. Lucia werd in 304 tijdens de christenvervolgingen onder keizer Diocletianus door het zwaard gedood.
Agatha zou verschenen zijn in de 9e eeuw op de plek waar later Beverwijk gesticht zou worden. Een maagd uit Velsen zou vurig tot haar gebeden hebben omdat ze achterna werd gezeten door op seks beluste Noormannen, waaronder Rorik de hertog van Kennemerland. Agatha zou deze toen verjaagd hebben door de aarde te laten beven. Later werd op die plek een kerk gebouwd en aan haar gewijd. Rond die kerk is Beverwijk ontstaan. Sindsdien is ze de patroonheilige van Beverwijk. Al van in de Middeleeuwen gingen er pelgrims naar Beverwijk, meer bepaald Sint Aagtenkerke, om te bidden tot de heilige Agatha. De heilige Agatha kom je overal tegen in Beverwijk: de Sint-Agathakerk, een wijk (Het Sint Aagtendorp), een dijk (De Sint Aagtendijk) en een sporthal (De Aagtenhal). Ook het brandwondencentrum is hier op de goede plaats: Sint Agatha is onder andere de patroonheilige van brandwonden.
Agatha zou op het eiland Malta verschenen zijn in 1551. Volgens het verhaal heeft ze Malta gered van een Turkse invasie. Sindsdien wordt ze als de patroonheilige van Malta beschouwd. Veertien jaar later (1565) belegerden de Ottomanen (Turken) Malta nog eens en weer zonder succes. Na deze aanval besloten de ridders van de Maltezer Orde de verdedigingswerken van het eiland te versterken. In de haven werd een nieuwe versterkte stad gebouwd, Valletta, vernoemd naar de grootmeester van de orde Jean de la Valette.
Rond de 16e eeuw zou Agatha verschenen zijn op een berg, eigenlijk een heuvel, dicht bij het dorp Leidschendam, in Zuid-Holland. Ze zou zich enkele ogenblikken getoond hebben aan toevallige voorbijgangers. Later werd hier een kapel gebouwd en van de 17e eeuw tot circa 1810 was dit een populair bedevaartsoord, genaamd de Berg van de heilige Agatha. Meestal werd er 's nachts gebeden omwille van de vele protestanten in de omgeving. In 1795 werd deze bedevaartsplaats een begraafplaats omwille van het feit dat de doden niet meer in de steden mochten begraven worden. In 1810 verviel zijn status als bedevaartsoord omdat het katholicisme toen meer en meer aanvaard werd en de pelgrims in het openbaar mochten geloven.

## Relikwieën van de heilige Agatha
Van de heilige Agatha bestaan diverse relikwieën. Zij zijn over bijna heel (Zuid-)Europa verspreid, maar de meeste rusten in Italië, haar land van herkomst.

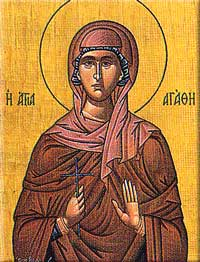
Orthodox icoon van de heilige Agatha.

Paus Gregorius I plaatste relieken van haar in een katholieke kerk die aan de arianen had toebehoord. Deze kerk werd ter ere van Agatha in 460 herbouwd door Ricimer, de generaal van het West-Romeinse Rijk. Ricimer liet ook een mozaïek aanbrengen in de kerk, die hij aan de arianen had geschonken. Gregorius I liet relikwieën van Agatha plaatsen in de kerk van het klooster van St. Stefanus, op het eiland Capreae, nu Capri. Het voornaamste deel van haar relieken bleef in Catania. Ze werden rond het jaar 1040 door Georgios Maniakes, een Byzantijnse generaal die de Saracenen uit Sicilië verdreef, meegenomen naar Constantinopel. In 1127 brachten twee Franse soldaten, Gilbert en Goselin, de relieken terug naar Sicilië. Zij gaven ze aan bisschop Mauritius die de relikwieën terug naar Catania stuurde. Op 17 augustus 1127 werden de relikwieën teruggeplaatst in de Dom van Catania.
De tombe van Agatha met het grootste deel van haar relieken bevindt zich in de kathedraal van Catania. De sluier van Agatha wordt in de Dom van Catania bewaard. Wanneer de Etna dreigde uit te barsten, gingen de Cataniërs in een processie met de sluier om de stadswallen om zo de stad te beschermen. Deze processie vindt elk jaar één keer plaats, maar wordt soms vaker gehouden wanneer de Etna dreigt uit te barsten. Men gelooft dat door dit ritueel de stad Catania op wonderbaarlijke wijze werd gered van de uitbarstingen van 252 en 1674.

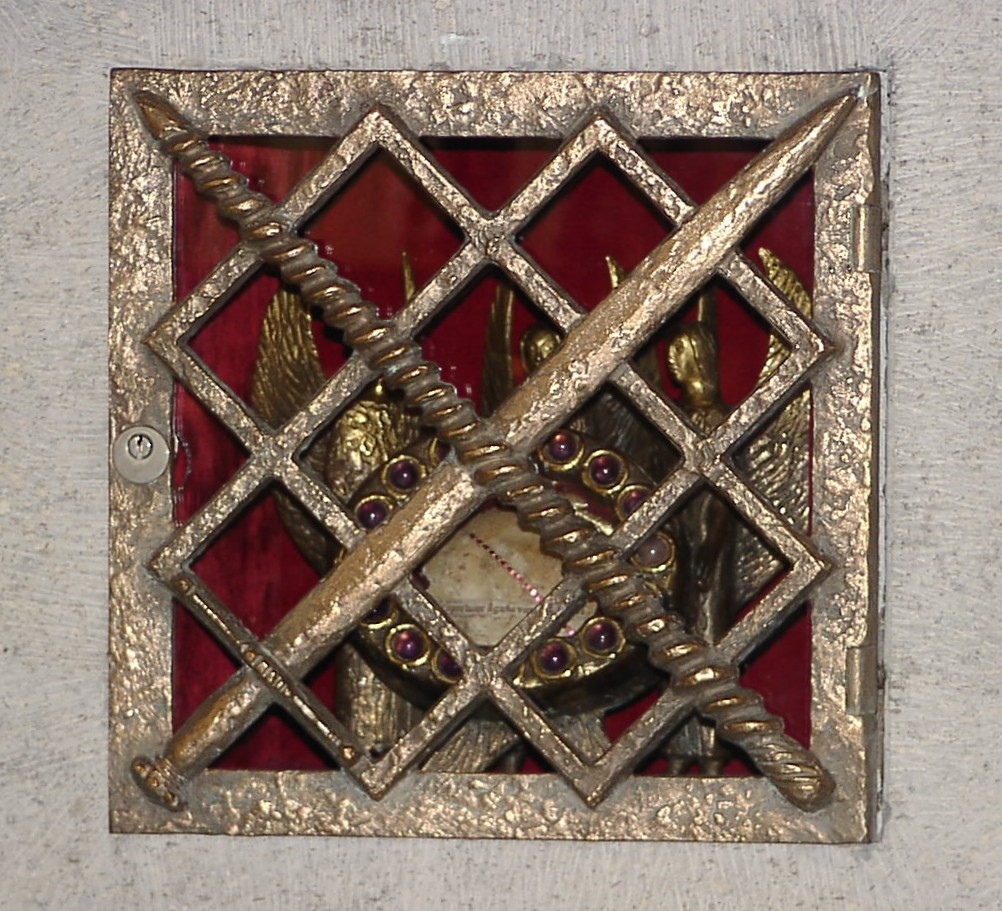
Stuk schedelbeen van de heilige Agatha in het altaar van Klooster Kamp in Kamp-Lintfort.

In het klooster Kamp (Kamp-Lintfort, Duitsland) wordt een stuk schedelbeen van Agatha (zie foto rechts) bewaard. Dit stuk schedelbeen werd op 31 januari 1123 door monniken meegebracht naar het klooster en in een reliekschrijn in de Dom van Graz in Oostenrijk staat een schrijn met als opschrift:
Het gebeente van de Heilige martelares Maxentia
werd samen met een arm van de heilige Agatha,
afkomstig uit de catacomben van Priscilla
aan de Via Salaria (te Rome),
door Paus Paulus V
overgedragen aan groothertog Ferdinand
en op de schouders van de bisschoppen
in deze kerk plechtig binnengedragen
in het jaar 1617 op de 7de mei.

## Kerken gewijd aan de heilige Agatha

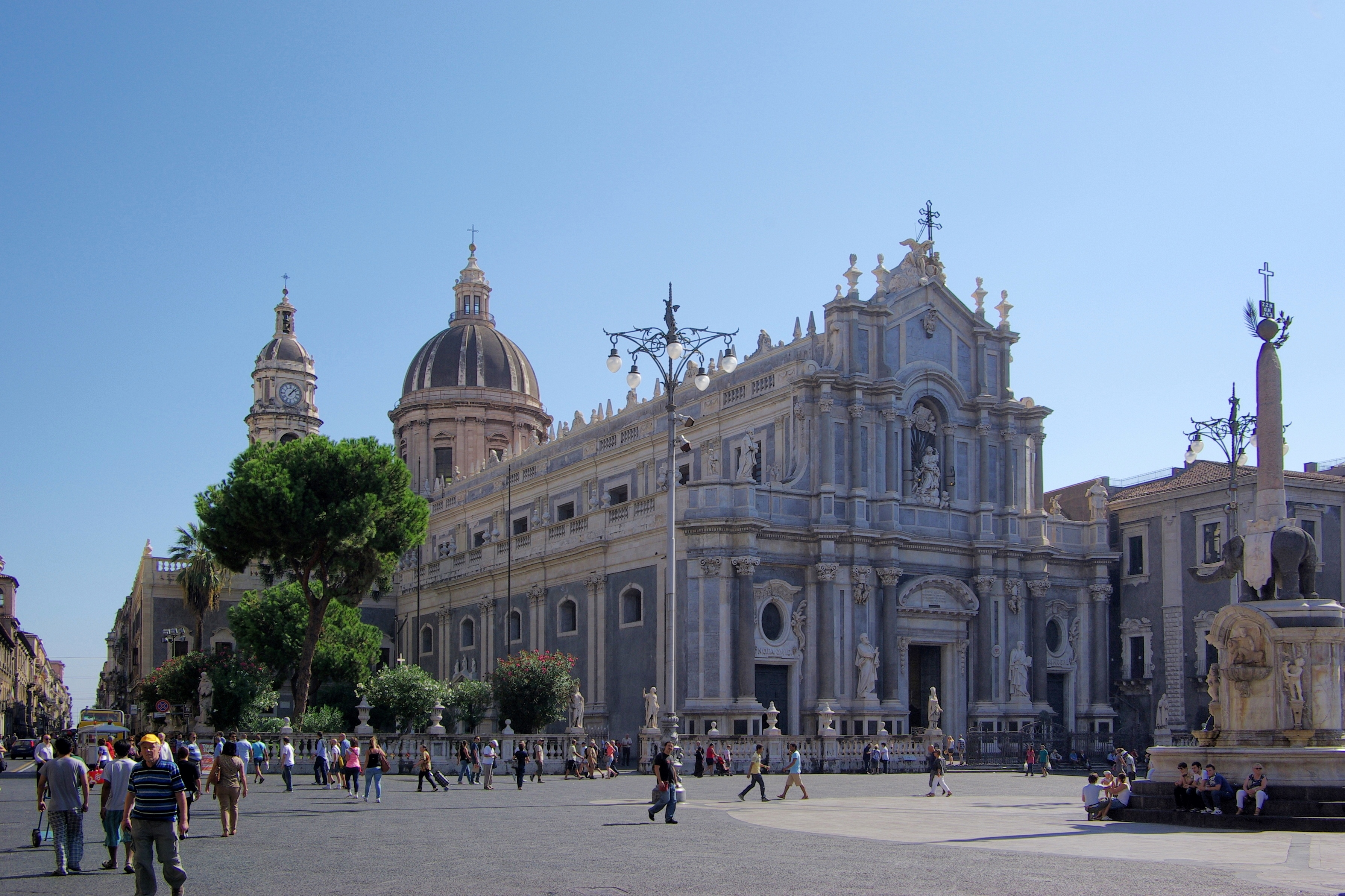
De Sint-Agathakathedraal te Catania

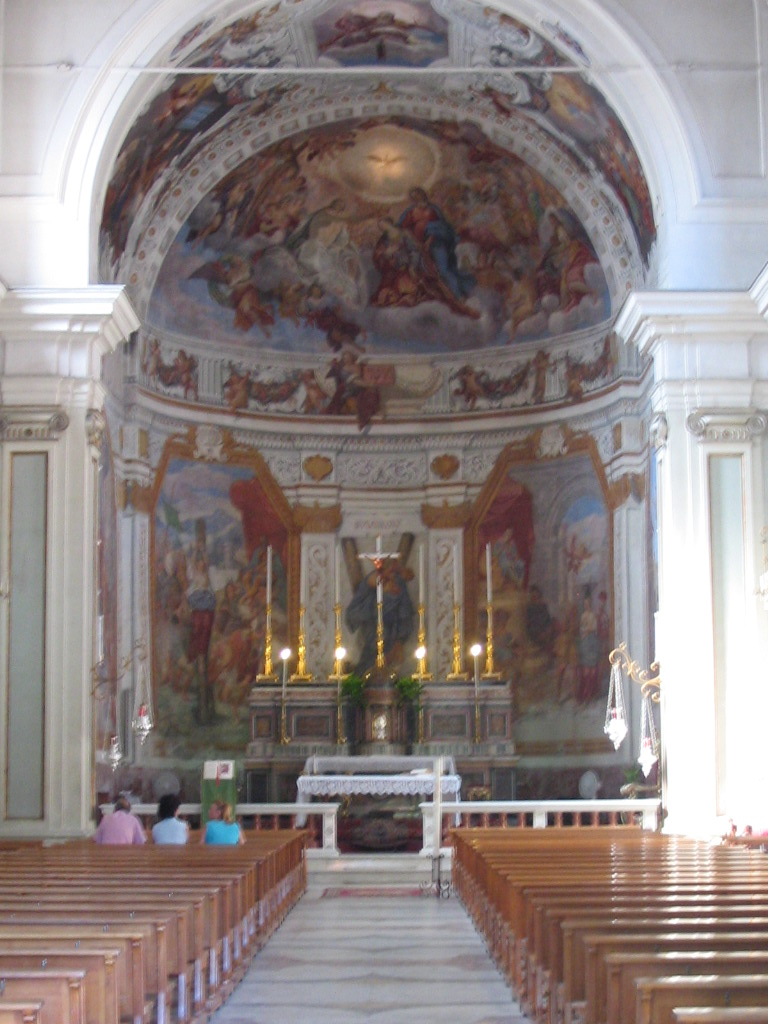
Santa Gadea, Burgos

De belangrijkste vereringsplaats van de heilige Agatha en tevens haar hoofdschrijn is de kathedraal van Catania. Hier rust haar gebeente en vele van haar relikwieën. Dit is ook het begin- en eindpunt van de Agathaprocessie op 5 februari rond Catania. In Rome bouwde Paus Symmachus een kerk gewijd aan Agatha aan de Via Aurelia rond het jaar 500. De kerk verviel en werd uiteindelijk geheel gesloopt. Tweehonderd jaar later stichtte Paus Gregorius II in 726 een andere aan haar gewijde kerk in Rome, die later door Paus Clemens VIII werd geschonken aan de Congregatie voor de Geloofsleer. In Zuid-Italië, in de stad Gallipoli, is de dom gewijd aan Agatha van Sicilië.
Een Spaanse kerk gewijd aan de heilige Agatha is de Santa Gadea, een kerk van historisch belang in Burgos.
In Nederland staat de Basiliek van de H.H. Agatha en Barbara, een rooms-katholieke kerk te Oudenbosch. De kerk werd gebouwd tussen 1867 en 1880 en werd in 1912 tot basiliek verheven. De kerk is een verkleinde kopie van de Sint-Pieterskerk en de Sint-Jan van Lateranen te Rome. De architecten waren de heren Cuypers en Van Swaay. In Delft was er vroeger een klooster met als beschermheilige de heilige Agatha. Het Agathaklooster is tegenwoordig bekend als het Prinsenhof.
In België is Agatha de beschermheilige van de rond 1900 gebouwde parochiekerk van Laag-Wilsele (Wilsele-Putkapel). Deze heeft haar naam overgenomen van de oude kapel die eeuwenlang de zondagse parochiekerk was voor de bewoners. De kapel stond aan de Aarschotsesteenweg bij het riviertje de Vunt en droeg de naam Sancta Agatha ad Fontem, vrij vertaald; De Heilige Agatha aan de Vunt. Ook in het Vlaams-Brabants dorp Sint-Agatha-Rode is Agatha de patroonheilige; zij staat daar in de middeleeuwse kerk in het groot afgebeeld. Ten slotte zijn in bijna alle plaatsen waarvan Agatha de beschermheilige is kerken aan haar gewijd.

## Verering

### Festiviteiten rond de heilige Agatha
Van 3 tot 5 februari wordt de grootse processie ter ere van Agatha gehouden in heel Sicilië. Duizenden mensen komen om mee te doen aan de processie. Vooral in Catania wordt dit feest uitbundig gevierd. De optocht begint aan de kathedraal, waar vier mannen de relieken van Agatha dragen (zie foto rechts) (het is een eer om deze relieken te mogen dragen). De processie wordt geleid door de plaatselijke clerus.

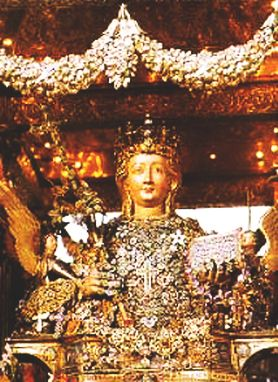
De relieken van Agatha tijdens de processie in Catania

De Basken hebben de traditie om samen te komen op de avond van de heilige Agatha (5 februari) en rond het dorp/de stad te gaan. De dorpelingen kunnen dan kiezen of ze een lied over haar leven willen horen, samen met het kloppen van wandelstokken op de vloer, of een gebed voor degenen die in het huis overleden zijn. Nadien geven de dorpelingen voedsel aan het koor.
De liedteksten variëren afhankelijk van de lokale tradities en de Baskische dialecten. In 1937, tijdens de Spaanse Burgeroorlog, verscheen een Spaanse versie van het lied, die het Sovjet-schip Komsomol prees. Het schip zonk met aan boord Sovjetwapens die bestemd waren voor de Tweede Spaanse Republiek.
In de Spaanse stad Segovia wordt de heilige Agatha gevierd in de wijk Zamarramala op de zondag het dichtste bij 5 februari.
In Frankrijk, in het Bourgondische plaatsje Curgy, vroegen moeders om voldoende moedermelk. Daartoe offerden zij haar hun ceintuur (symbool van maagdelijkheid) en hun bruidsboeket. In Lotharingen is Agatha ook patrones van de spinsters. Op de vooravond van haar feest kwamen de spinsters bij elkaar, hielden een avondwake, die besloten werd met een maaltijd van zoete gierstepap. Er werd bij gezongen en gedanst. Jongens hadden geen toegang. In de Vogezen lieten de vrouwen in de plaatsjes Arry (Moselle), Vecoux en Thillot hun linnen weefsels zegenen; naar verluidt hadden ze een heilzame werking wanneer ze op een pijnlijke borst werden gelegd.
Sinds de 18de eeuw werd in de Sint-Martinuskerk van het Belgische Oombergen (Zottegem) een relikwie bewaard van de heilige Agatha, waardoor de kerk een bedevaartsoord werd. Ook ontstond de traditie van de Sint-Agathabroden, de verkoop per opbod van gewijde broden in het weekend na 5 februari. Deze religieuze folklore bestaat in Oombergen al ruim 250 jaar tijdens de kermis. Heel wat gezinnen bakken de dag voordien een speciaal brood in alle vormen en smaken. Traditiegetrouw wordt het laatste brood verkocht via het werpen van munten in een mandje. Wie de laatste munt gooit voor de gong weerklinkt, mag het brood meenemen naar huis .

### Kunst

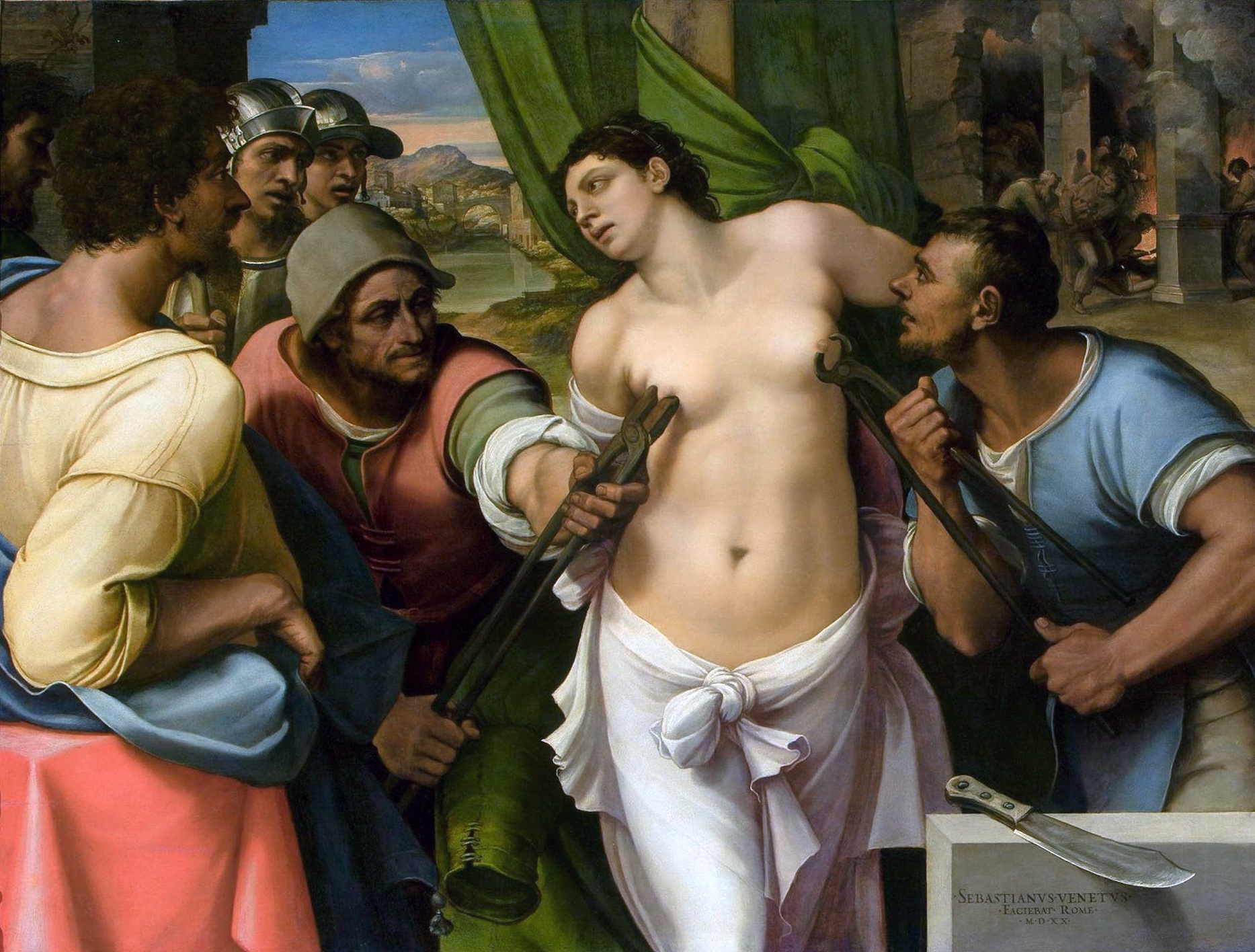
Martelaarschap van St. Agatha, door Sebastiano del Piombo (1520)

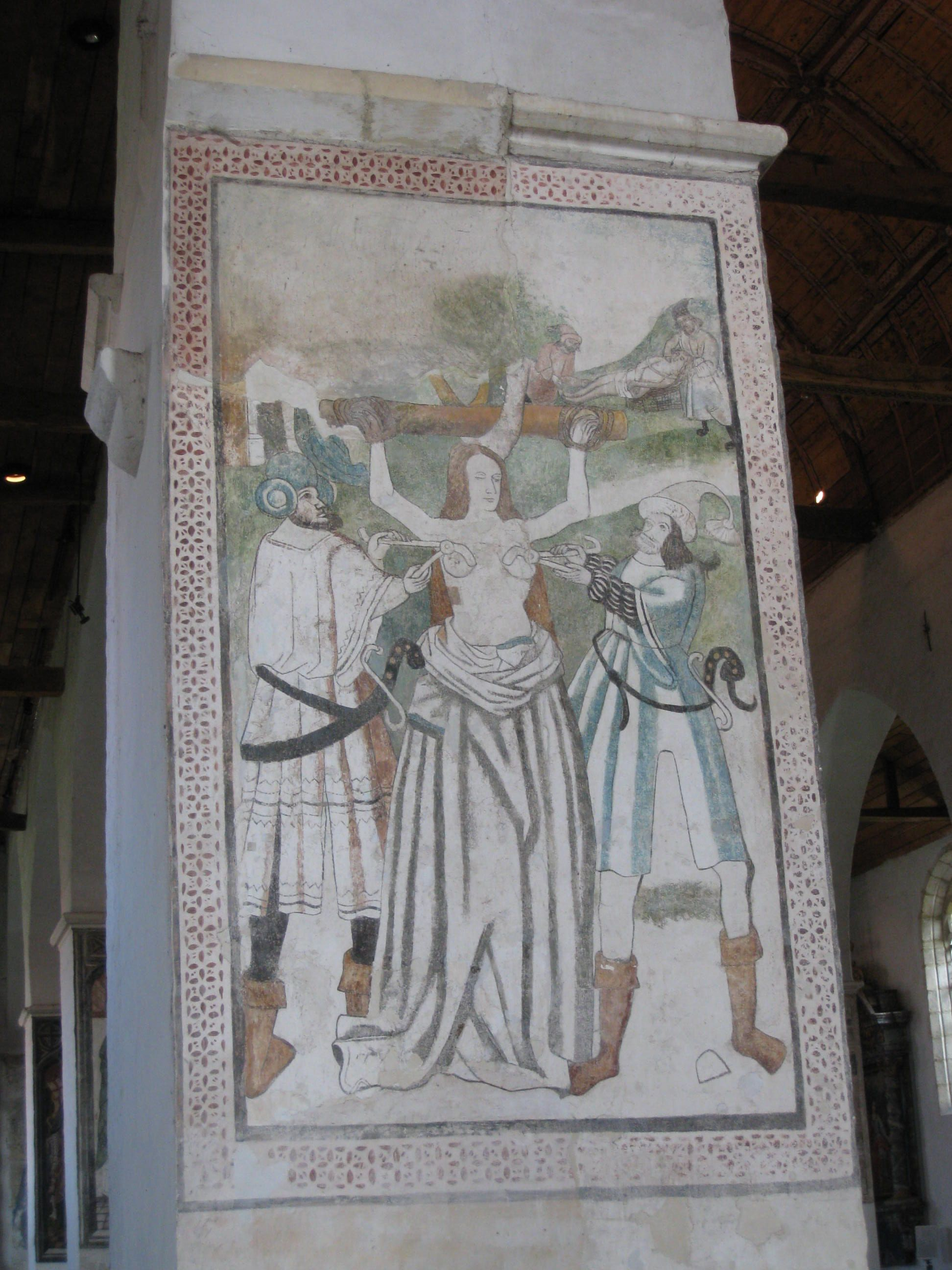
Marteldood H. Agatha, fresco uit begijnhof van Sint-Truiden te Sint-Truiden

De heilige Agatha wordt vaak met een tang (voorstelling van haar marteling) en een palmtak (voorstelling van haar geloof in Christus) voorgesteld. Soms wordt ze afgebeeld met haar borsten op een schaal. In de kunst heeft de marteling van de heilige Agatha voor veel inspiratie gezorgd. Zo wordt ze voorgesteld:
- op het ogenblik dat Petrus haar in haar cel bezoekt en haar wonden geneest
- naast een vuur waarin de foltertuigen (onder andere een nijptang) worden opgewarmd
- met haar beul die gereed staat om met een grote tang haar borsten af te knijpen
- met haar borsten op een schaal
- in haar graf, terwijl de inwoners van Catania de draperie die de toegang afsluit opheffen om zich tegen het vuur van de Etna te beschermen

Onder andere de volgende kunstenaars gebruikten Agatha als inspiratie: "Het martelaarschap van Agatha" door Sebastiano del Piombo, "Heilige Agatha's marteling" door Giovanni Battista Tiepolo en "Heilige Agatha" door Francisco Zurbarán. Ook voor beeldhouwers en andere artiesten uit de middeleeuwen en later was ze een geliefd onderwerp.

### Agathazettel
Een Agathazettel of Agathenzettel is een blaadje waarop een heilformule wordt geschreven tezamen met een afbeelding van de heilige Agatha. Deze worden gegeven op Agathadag (5 februari), dit gebruik is vooral in Duitsland aanwezig. Deze spreuk op de Agathazettel is een vaste formule:

Mentem sanctam, spontaneam, honorem Deo et patriae liberationem"

("Uw heilige genade, die God eer heeft bewezen en het vaderland gered heeft.")

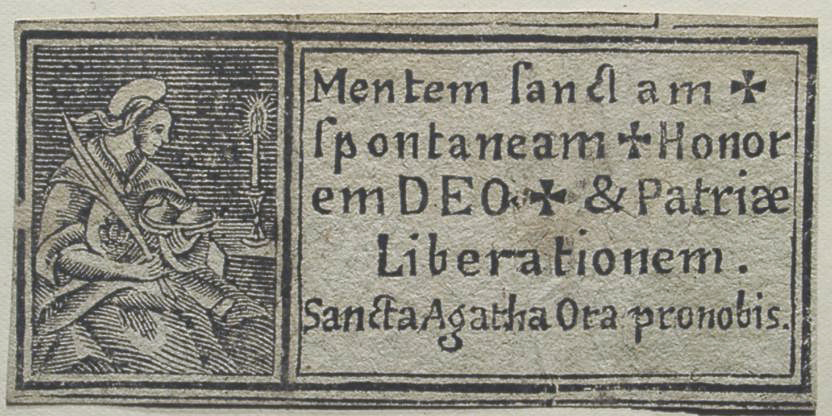
Een Agathazettel.

Soms staat er nog een extra regel bij: "Heilige Agatha, beware ons tegen het Vuur.". Deze Agathazettel wordt in het huis bewaard of verbrand in de haard, beide manieren beschermen volgens gelovigen het huis (bijgeloof).
Die dag worden er ook in Duitsland Agathabroden (Agathabrötchen) gebakken, deze zijn naar haar vernoemd omwille van de vorm die op (de afgehakte) borsten gelijken.

## Beschermheilige
Zoals vele heiligen is ook Agatha van vele personen en ambten de patrones. Agatha is primair de beschermheilige tegen vuur en alles wat hieraan vasthangt: brand, vulkanische erupties en andere natuurrampen. Vele brandwondencentra in Europa zijn dan ook naar haar genoemd. In haar geboortestad Catania wordt nu nog steeds een processie gehouden met haar sluier om het vuur van de Etna af te weren. Deze stad bleef verschillende keren gespaard bij een uitbarsting van de vulkaan de Etna; telkens schreef men dat wonder toe aan de speciale bescherming van Agatha, met name bij de wonderlijke ontsnappingen één jaar na haar dood en tijdens de grote uitbarsting van 1674. Haar stoffelijk overschot en haar sluier worden bewaard in de Domkerk in Catania. Zij is dan ook beschermheilige van de stad. Ook haar marteling had met vuur te maken, de tangen en andere foltertuigen werden verwarmd zodat ze meer pijn zou hebben. Ze werd ook over een hoop hete kolen gemengd met potscherven gerold. Ook bij aardbevingen wordt tot haar gebeden.
Ook is ze beschermheilige van enkele beroepen zoals de klokkenmakers omdat haar afgesneden borsten op een schaal gelijken op 2 klokken. Vele klokken op Sicilië zijn aan haar gewijd. Ze hebben opschriften zoals: "Sancta Agatha" of ze stellen Agatha voor met haar twee borsten op een schaal. De borsten op een schaal lijken voor andere dan weer op broden, daardoor is ze ook patroonheilige van de broodbakkers. Opvallend is ze ook patrones van vele vrouwelijke beroepen en kwalen zoals: herderin, vrouwen met borstkanker, onvruchtbaarheid bij vrouwen, pleegmoeders,... Tot haar wordt gebeden bij borstkanker of andere borstkwalen, dit omdat tijdens haar marteling haar borsten werden geamputeerd. Toen Quintianus het bevel gaf haar borsten te amputeren zei ze:

Bloost gij niet om dit deel van mijn lichaam te martelen, gij die zelf door de borst gevoed werd?

Quintianus wendde hierop zijn blik van Agatha af en liet de soldaten de straf uitvoeren. Agatha wordt daarom vaak afgebeeld met haar borsten op een schaal.

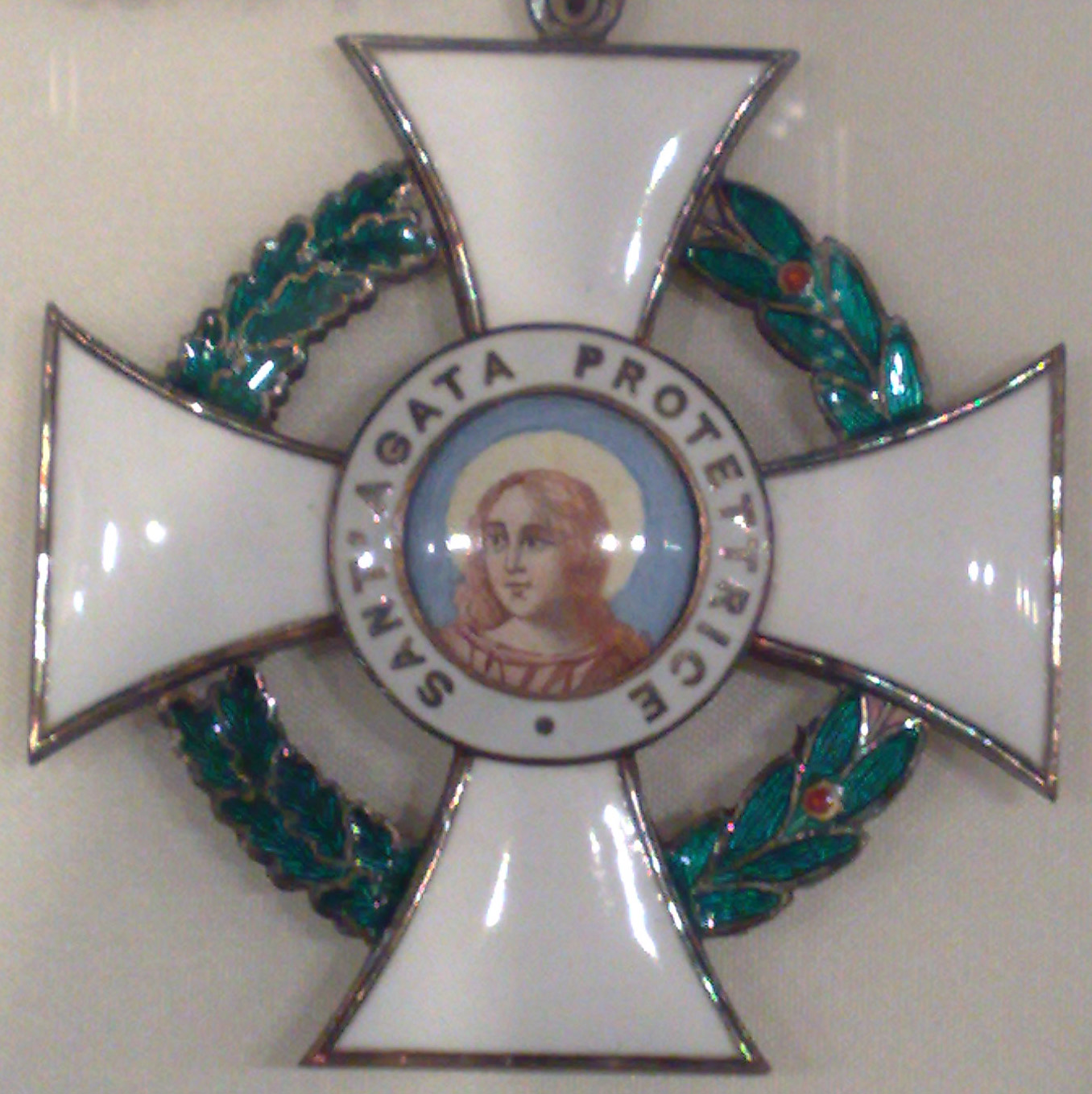
Kruis van de Orde van Sint-Agatha

De Republiek San Marino stelde in 1923 een Orde van Sint-Agatha in.